# Brännbollscupen
Brännbollscupen är en årlig tävling i brännboll i Umeå, som sedan 1997 räknas som världsmästerskap i brännboll. Tävlingen arrangeras av Brännboll i Umeå AB. I samband med cupen arrangeras varje år även musikfestivalen Brännbollsyran.

## Historia
Den första brännbollscupen arrangerades 1974 med 44 deltagande lag. Genom åren har turneringen växt för att 1990 passera 1 000 deltagande lag. År 2020 ställdes in på grund av covid-19.

## Arrangemanget
Brännbollscupen spelas alltid under sista helgen i maj varje år. Under åren har spelplatsen utökats och omfattar numera ängarna kring universitetsområdet samt Mariehemsängarna.

## Världsmästare genom tiderna
| År   | Världsmästare            | Tjejcupen       | Best in show        |
| ---- | ------------------------ | --------------- | ------------------- |
| 2025 | High Rise                |                 | Ballongdjuren       |
| 2024 | High Rise                |                 | Incrediballs        |
| 2023 | High Rise                |                 | Fjöl av             |
| 2022 | High Rise                |                 | Fjöl av             |
| 2021 | Salming                  |                 |                     |
| 2020 | Inställt pga Covid       | Ingen vinnare   | Ingen vinnare       |
| 2019 | Salming                  |                 | Plakat Pirat        |
| 2018 | BK Rel                   |                 | Fjöl av             |
| 2017 | Salming                  |                 | JanneStoschHunterz  |
| 2016 | Svinto                   |                 | Plakat Pirat        |
| 2015 | Salming                  | Pinglorna       | Lucha Libre!        |
| 2014 | Salming                  | Sikta på Tjejen | Fat smookin hobbits |
| 2013 | Salming                  | Pinglorna       | NileCity 105.6      |
| 2012 | Salming                  | Pinglorna       | NileCity 105.6      |
| 2011 | Fantomen BC              | Sikta på online | Plakat Pirat        |
| 2010 | Fantomen BC              | Sikta på Tjejen | Spartans            |
| 2009 | Übermensch               | Sikta på Tjejen | The Lost Vikings    |
| 2008 | Raska Taskar             | Sikta på Tjejen | Du Hast             |
| 2007 | BK Rel                   | Koka Ödlan      | Vilse i Isengard    |
| 2006 | BK Rel                   | Sikta på Tjejen | Fantomen BC         |
| 2005 | BK Rel                   | Sikta på Tjejen | Smurfarna           |
| 2004 | Raska Taskar             | Sikta på Tjejen |                     |
| 2003 | Varför skjuter Sehlberg? | Bengans Pumor   |                     |
| 2002 | BK Rel                   | Bengans Pumor   |                     |
| 2001 | Västteg klass 3B         | Sikta på Tjejen |                     |
| 2000 | BK Rel                   |                 |                     |
| 1999 | Ume 69:ers               |                 |                     |
| 1998 | BK Rel                   |                 |                     |
| 1997 | BK Rel                   |                 |                     |

| År   | Vinnare av Brännbollscupen                | Tjejcupen | Best in show           |
| ---- | ----------------------------------------- | --------- | ---------------------- |
| 1996 | Varför skjuter Sehlberg?                  |           |                        |
| 1995 | Västteg klass 3B                          |           | Handsvett i brödrosten |
| 1994 | Västteg klass 3B                          |           | Tors Bockar            |
| 1993 | BK Rel                                    |           | BK Rel                 |
| 1992 | Varför skjuter Sehlberg?                  |           |                        |
| 1991 | BK Rel                                    |           |                        |
| 1990 | Jesu lärjungar                            |           |                        |
| 1989 | Styva lemmar slår till                    |           |                        |
| 1988 | Jesu lärjungar                            |           |                        |
| 1987 | Tjejve                                    |           |                        |
| 1986 | Tjejve                                    |           |                        |
| 1985 | Visst är det fint att älska med rödhåriga |           |                        |
| 1984 | Utan bedövning                            |           |                        |
| 1983 | Eisenhammer                               |           |                        |
| 1982 | Utan bedövning                            |           |                        |
| 1981 | Eisenhammer                               |           |                        |
| 1980 | Namnlösa                                  |           |                        |
| 1979 | Utan bedövning                            |           |                        |
| 1978 | Etylix                                    |           |                        |
| 1977 | Motståndarnas fasa                        |           |                        |
| 1976 | Motståndarnas fasa                        |           |                        |
| 1975 | Wiisch                                    |           |                        |
| 1974 | Brännwalls                                |           |                        |

### De mest segerrika lagen
- BK Rel                     10 segrar
- Salming                    7 segrar
- High Rise                 4 segrar
- Varför Skjuter Sehlberg?   3 segrar
- Västteg klass 3B           3 segrar
- Utan bedövning             3 segrar
- Fantomen BC                2 segrar
- Raska Taskar               2 segrar
- Jesu lärjungar             2 segrar
- Tjejve                     2 segrar
- Eisenhammer                2 segrar
- Motståndarnas fasa         2 segrar